# Hans Joachim Geisler
Hans Joachim Geisler (* 5. November 1934 in Dresden; † 28. April 2015 in Berlin) war ein deutscher Altphilologe. Er war Mitbegründer, ehemaliger Vorsitzender und seit 2011 Ehrenvorsitzender des Bundes Freiheit der Wissenschaft (BFW).

## Leben
Geisler wurde 1934 als Sohn eines Journalisten und einer Sängerin in Dresden geboren. Die Eltern waren geschieden und er wuchs bei der Mutter in bürgerlichen Verhältnissen auf. Abgesehen von Todesmeldungen von Bekannten bekam er vom Krieg als Kind wenig mit. Durch das Attest eines befreundeten Arztes erreichte die Mutter, dass Geisler nicht in die Hitlerjugend eintreten musste. Als einmal ein Onkel in SA-Uniform zu Besuch kam, wurde der Onkel nicht mehr eingeladen. Geislers Mutter fand, so etwas „gehört sich nicht“. Mit zehn erlebte er die Bombardements auf Dresden und den Einmarsch der sowjetischen Armee mit, vier Jahre später die Gründung der DDR. Als er 1950 mit seiner ganzen Schulklasse kollektiv FDJ-Zwangsmitglied werden musste, zahlte er zunächst keine Beiträge. Er gab erst nach dem Aufstand vom 17. Juni 1953 und der Drohung, kein Stipendium mehr zu bekommen, nach. An FDJ-Aktivitäten nahm Geisler nicht teil. Er legte 1953 sein Abitur an der Kreuzschule in Dresden ab, die er seit 1949 besuchte. Danach begann er ein Studium der Philosophie und Klassischen Philologie an der Humboldt-Universität zu Berlin. 1955 floh er gemeinsam mit seiner Schwester Eva-Maria aus der DDR und setzte sein Philologiestudium bis 1962 an der Freien Universität Berlin fort. 1969 wurde er an der dortigen Philosophischen Fakultät mit der Dissertation P. Ovidius Naso, Remedia amoris bei Franco Munari zum Dr. phil. promoviert. Danach war er bis 2000 wissenschaftlicher Mitarbeiter (Akademischer Rat) am Seminar für Klassische Philologie der FU Berlin.

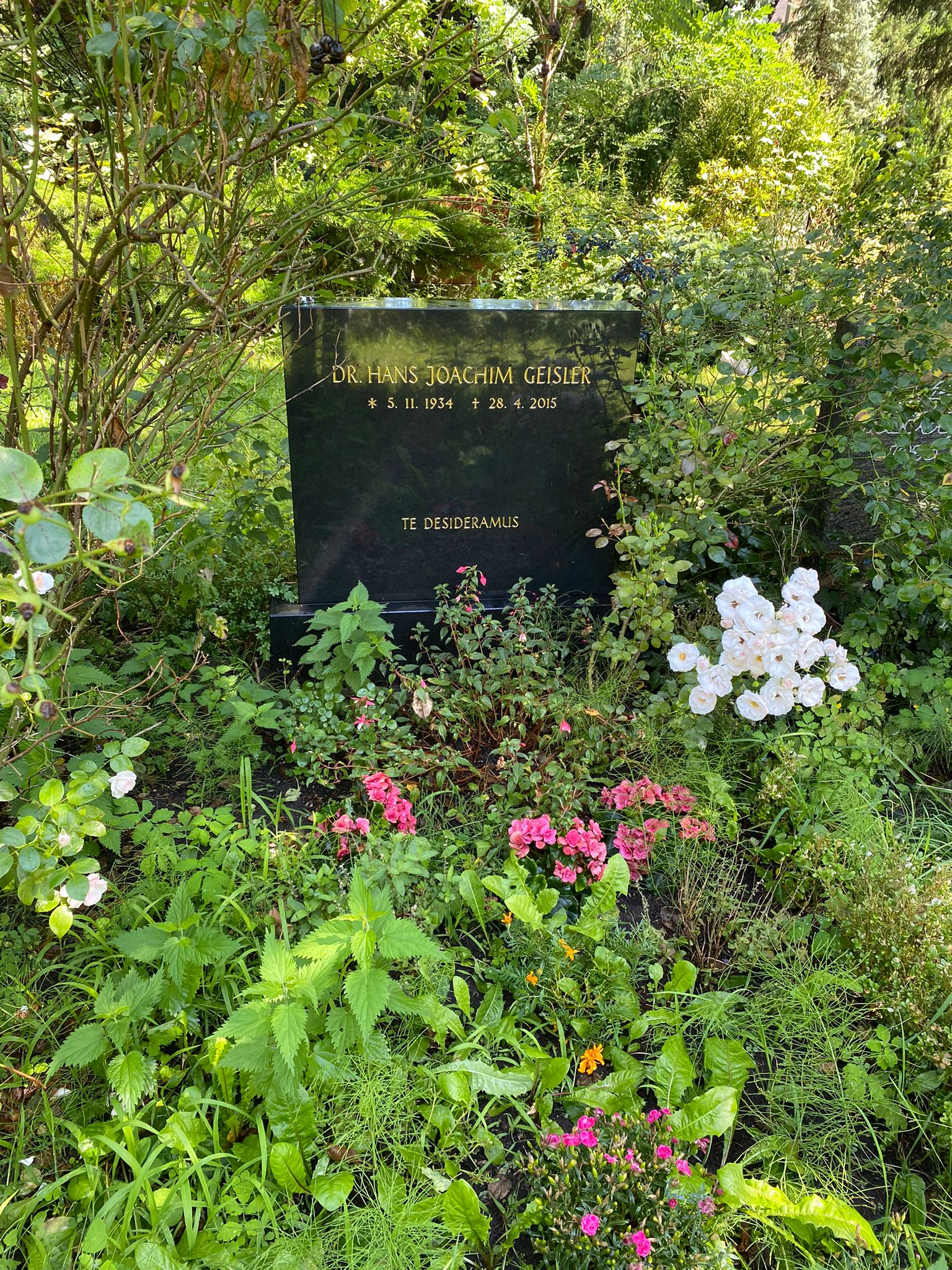
Grabstätte auf dem Luisenfriedhof II

Als Reaktion auf die Westdeutsche Studentenbewegung der 1960er Jahre begründete er 1970 den Bund Freiheit der Wissenschaft (BFW) mit, dessen Vorstand er von 1970 bis 2000 angehörte. Nach Angaben des BFW wurde er in den 1970er Jahren aufgrund seiner konservativen Vereinstätigkeit bei der Professur übergangen. 
Von 2000 bis 2011 war er einer von drei Vorsitzenden des BFW; zuvor war er bis 1990 Vorsitzender der Berliner Sektion des BFW (Notgemeinschaft für eine freie Universität).  Zusammen mit u. a. Otto von Simson, Thomas Nipperdey, Rudolf Kassel, Erich Loos, Peter Hanau, Georg Nicolaus Knauer, Stanislaw Kubicki, Jürgen Domes, Horst Sanmann und Bernd Rüthers war Geisler eines der Gründungsmitglieder der Notgemeinschaft 1969. Die Initiative zu ihrer Gründung ging Ende 1969 von Ernst Fraenkel aus. Den Namen, den Geisler vorgeschlagen hatte, wählten sie wegen der „durch Gewalttaten geprägten Notsituation für die Freiheit der Wissenschaft“ und als bewusste Anlehnung an die Notgemeinschaft der Deutschen Wissenschaft, die Vorläuferorganisation der Deutschen Forschungsgemeinschaft. Mit Georg Nicolaus Knauer galt Geisler als ihr eigentlicher Stratege und Macher. In den 80er-Jahren wurden NofU-Vorstandsmitglieder besonders vom Ministerium für Staatssicherheit beobachtet. Allen voran Hans Eberhard Zahn, der von 1953 bis 1960 in der DDR im Gefängnis gesessen hatte. Auch über Geisler wurde ein „Erfassungsbeleg“ angefertigt.
Beim Gründungskongress des Bundes Freiheit der Wissenschaft in Bad Godesberg hielten Ernst Nolte, Richard Löwenthal, Wilhelm Hennis, Hermann Lübbe und Hans Maier die Vorträge und wurden auch in den Vorstand gewählt. Dem Gründungskomitee gehörten zusammen mit Geisler an: Edith Eucken-Erdsieck, Karl Häuser, Wilhelm Hennis, Gerhard Löwenthal, Richard Löwenthal, Hermann Lübbe, Hans Maier, Thomas Nipperdey, Ernst Nolte, Heinz Dietrich Ortlieb, Konrad Repgen, Walter Rüegg, Horst Sanmann, Erwin K. Scheuch, Hatto H. Schmitt, Hermann Schmitt-Vockenhausen und Friedrich Tenbruck. Die Gründung hatte enormes öffentliches Echo, an ihr waren zahlreichen prominente SPD-Mitglieder, Spitzenpolitiker und ehemalige Emigranten beteiligt.
Zur Verleihung des Ehrenvorsitzes des BFW im Jahre 2011 wurde Geisler ein persönlicher Gruß und Glückwunsch des ehemaligen Bundespräsidenten Roman Herzog überbracht. Die Laudatio hielt der Historiker Michael Wolffsohn.
In seiner Freizeit erstellte Geisler jahrelang bis zu seinem Tod einen großen historischen Atlas mit historischen Karten und Texten zur Vor- und Frühgeschichte, die vom Beginn der Altsteinzeit vor 2,5 Millionen Jahren bis zum Ende der Bronzezeit um 1000 v. Chr. reichen. Sie wurden posthum im Internet veröffentlicht.
1989 erhielt er das Bundesverdienstkreuz am Bande.
Er war verheiratet und hatte vier Kinder. Geislers Schwester war die deutsch-österreichische Malerin Eva-Maria Geisler. Seine Grabstätte befindet sich auf dem Luisenfriedhof II.

## Schriften (Auswahl)
- P. Ovidius Naso, Remedia amoris. Mit Kommentar zu Vers 1–396. Dissertation, FU Berlin, 1969 (S. 375 Lebenslauf).
- Hrsg.: 15 Jahre Notgemeinschaft (= Veröffentlichungen der Notgemeinschaft für eine Freie Universität, Nr. 637). Notgemeinschaft für eine Freie Universität, Berlin 1986.
- Hrsg.: Notizen zur Geschichte des Bundes Freiheit der Wissenschaft. 2 Bände, Bund Freiheit der Wissenschaft, Berlin 2001/10.
- Hrsg.: Freiheit und Verantwortung in Forschung, Lehre und Studium. Die ethische Dimension der Wissenschaft (= 34. Bildungspolitisches Forum). Bund Freiheit der Wissenschaft, Berlin 2004.